# Connor Parsons
Connor Riece George Parsons (Norwich, 26 ottobre 2000) è un calciatore inglese, centrocampista del Bohemians.

## Carriera

### Club

#### Inizi
Parsons è cresciuto nelle giovanili del Norwich City, lasciando il club nel dicembre 2019. Successivamente è passato al Norwich Utd, segnando 5 reti in 12 partite considerando tutte le competizioni, prima di firmare per il Lowestoft Town nell'ottobre 2020. Con il Lowestoft Town mette a segno una rete in 7 partite in tutte le competizioni, e decide di abbandonare il club nel marzo 2021 per firmare con il club islandese Tindastóll. Si trasferisce poi al Dalvík/Reynir nell'aprile 2021, con il quale colleziona sette presenze.

#### Wycombe Wanderers e prestiti
Nell'agosto 2021 torna in Regno Unito per firmare un contratto di un anno con il Wycombe. Il 31 agosto 2021 trova la sua prima rete con il club, nella sconfitta per 3-1 di EFL Trophy contro l'Aston Villa U21. Il 26 novembre 2021 Parsons si è trasferito in prestito al Notts County, squadra della National League, fino al gennaio 2022. Il 4 febbraio 2022 Parsons ha firmato per il Bromley, squadra della National League, con un prestito iniziale di un mese. Il 10 maggio 2022 fa ritorno al Wycombe, dopo aver giocato 11 partite. Il suo contratto con il club è stato poi rinnovato per la stagione 2022-2023.
Nell'agosto del 2022 si è trasferito in prestito al Solihull Moors, club di National League.

#### Waterford
Nel dicembre del 2022 è stato annunciato il suo trasferimento al Waterford, squadra della prima divisione irlandese, a partire dal gennaio del 2023. Il 10 novembre 2023, Parsons ha segnato una rete in una vittoria per 2-1 sul Cork City. Il 30 novembre 2023, Parsons ha firmato un nuovo contratto di una stagione con il club.